# Estabilidade econômica
Estabilidade econômica  diz respeito a característica estável da situação financeira e econômica do país, sem alta de preços, com a manutenção do preço da cesta básica, sem oscilações em taxas de juros.[carece de fontes?]
A estabilidade na economia é pré-requisito para o crescimento sustentável (sustentabilidade) de um país, e portanto, para uma sociedade com mais justiça.
A estabilidade nos preços e a diminuição da desigualdade social ajudam na melhoria do poder aquisitivo da população de baixa renda, enfim, na redução da pobreza, através de uma melhor distribuição de renda.
“O Brasil é um dos países com maior concentração de renda em todo o mundo – possui a 97a renda per capita do mundo.”; (Gazeta Mercantil, 19.07.2006, pág. A8).
No Brasil, a estabilidade nos preços (o controle da inflação via contenção e/ou queda dos níveis de tais preços) tem sido obtida, em sua maioria, devido a altas taxas de juros, as mais altas do mundo. O lado negativo disto é que juros altos contribuem para a concentração da renda, ou seja, sua má distribuição e sua conseqüente canalização em direção à população rica. Mas vale notar que altos índices de inflação concentram a renda nas mãos dos ricos ainda mais.
A partir de 2003, o salário mínimo no Brasil subiu 32,2% acima da inflação. Em conseqüência,  6 milhões de pessoas, das classes sociais D e E, melhoraram seus níveis de vida, passando para a classe C, uma vez que foram aumentados seus níveis de consumo e suas perspectivas de melhorias futuras.
Nível salarial da população brasileira medido em salários mínimos = a) classe C: a renda mensal das famílias (68%) é de até três salários mínimos (3 x R$ 350,00 reais); b) classes D/E = 86% com renda de até dois salários mínimos; c) classes A/B = 50% com renda superior a cinco salários mínimos.
Custo da cesta básica em relação ao salário mínimo = a) em 1996 = 88%; b) em 2004 = 69%. A partir de 2003,  o valor da cesta básica diminuiu da seguinte forma: ano de 2003 = -6,5%; 2004 = -2,6%; 2005 = aumento de 0,3%; 2006 = espera-se a estabilidade de 2005.
O barateamento da cesta básica e o aumento do salário mínimo contribuem para a desconcentração da renda (aumento do poder de compra) da população de baixa renda no Brasil.
A queda da inflação foi o principal fator, no Brasil, para a redução da desigualdade social.
No Brasil, a desigualdade social é medida pelo Índice de Gini, o qual indica que entre 1996 e 2005, esse índice, de 60.1%, desceu para 57,2%.
Melhores distribuições de renda têm efeitos positivos, como, por exemplo, a diminuição da violência.
Dados sobre a má distribuição de renda no Brasil: graças à política de juros altos, saíram-se bem os ricos e a classe média. Entre 2001 e 2004 = a) A renda financeira dos ricos teve um aumento de 66% em termos reais; b) A renda do trabalhador, nesse mesmo período, aumentou tão-somente 19% acima da inflação.